# Długie łodzie wikingów

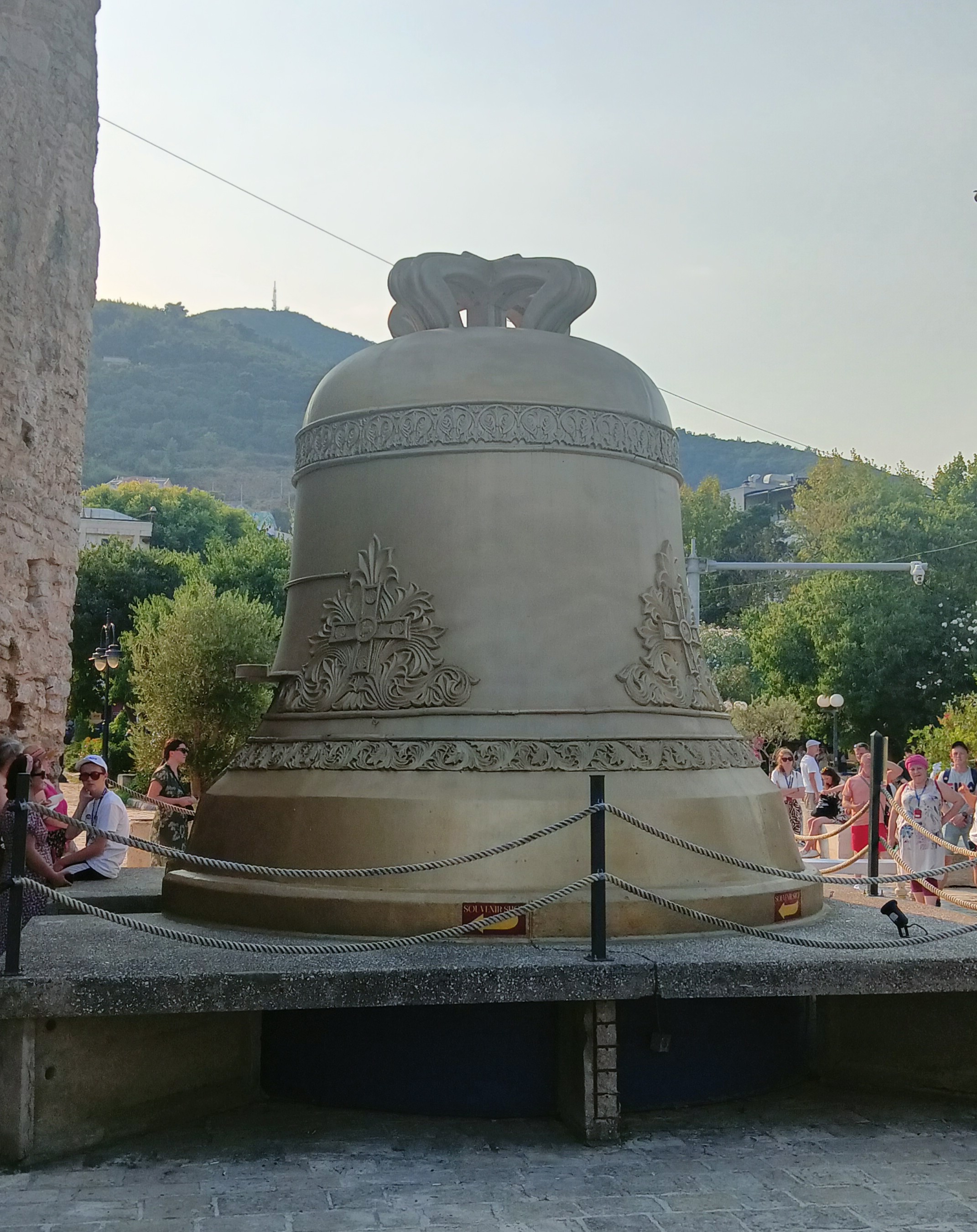
Dzwon w Budvie, rekwizyt z filmu.

Długie łodzie wikingów (ang. The Long Ships) – brytyjsko-jugosłowiański film przygodowy z 1964 roku w reżyserii Jacka Cardiffa. Scenariusz filmu jest swobodną adaptacją powieści Rudy Orm szwedzkiego pisarza Fransa Gunnara Bengtssona. Na ekranach polskich kin pojawił się w lutym 1967 roku.

## Fabuła
Przygodowy film o wikingach. Opowiada historię poszukiwania złotego dzwonu przez Rolfa, syna królewskiego szkutnika Kroka. Złotego dzwonu szuka także mauretański książę Ali Mansuh. Rolf wspólnie z bratem Ormem porywa łódź pogrzebową króla Haralda. Jako zakładniczkę biorą królewską córkę Gerdę. Po dopłynięciu do państwa Maurów (prawdopodobnie na terenie dzisiejszej Hiszpanii) członkowie wyprawy dostają się do niewoli. Szejk Ali Mansuh stara się wydobyć od Rolfa informacje o miejscu ukrycia złotego dzwonu. Księżniczkę Gerdę sprzedano do haremu księcia. Wikingowie próbując się uwolnić, wtargnęli do haremu księcia. Po nieudanej próbie ucieczki i groźbie krwawej egzekucji na żelaznym koniu Rolf zgadza się poprowadzić wyprawę po dzwon wspólnie z księciem Ali Mansuchem. Okazuje się, że złoty dzwon był pokryty warstwą tynku. Podczas nieobecności księcia do stolicy przybywa wyprawa władcy wikingów Haralda, który zamierza ukarać Rolfa i jego załogę. Żołnierze króla Haralda uwalniają wikingów Rolfa, którzy po powrocie z wyprawy idą związani w uroczystej procesji ze złotym dzwonem. W bitwie ginie Aminah żona księcia ugodzona oszczepem. Pod koniec filmu książę Ali Mansuh pojedynkuje się z Rolfem i ginie przygnieciony złotym dzwonem, który w zgiełku bitwy spada z wozu. Król Harald wybacza Rolfowi porwanie łodzi.

## Obsada
- Rolfe: Richard Widmark
- Aly Mansuh: Sidney Poitier
- Aminah: Rosanna Schiaffino
- Orm: Russ Tamblyn
- Krok: Oskar Homolka
- Aziz: Lionel Jeffries
- Sven: Edward Judd
- Gerda: Beba Lončar
- Król Harald: Clifford Evans

## Produkcja
Zdjęcia kręcono w chorwackiej części Jugosławii (m.in. Kanał Limski w żupanii istryjskiej).